# Pseuderanthemum sumatrense
Pseuderanthemum sumatrense är en akantusväxtart som först beskrevs av Ridley, och fick sitt nu gällande namn av Merrill. Pseuderanthemum sumatrense ingår i släktet Pseuderanthemum och familjen akantusväxter. Inga underarter finns listade i Catalogue of Life.